# Bagahi (Bara)
Bagahi (nepalski: बगडी) – gaun wikas samiti w środkowej części Nepalu w strefie Narajani w dystrykcie Bara. Według nepalskiego spisu powszechnego z 2001 roku liczył on 548 gospodarstw domowych i 2744 mieszkańców (1278 kobiet i 1466 mężczyzn).